# Sielsowiet Czyrwonaje
Sielsowiet Czyrwonaje (biał. Чырвоненскі сельсавет, Czyrwonienski sielsawiet; ros. Червоненский сельсовет) – sielsowiet na Białorusi, w obwodzie homelskim, w rejonie żytkowickim, z siedzibą w Czyrwonajach.

## Demografia
Według spisu z 2009 sielsowiet Czyrwonaje zamieszkiwało 3332 osób, w tym 3234 Białorusinów (97,06%), 62 Rosjan (1,86%), 31 Ukraińców (0,93%), 2 Polaków (0,06%) i 3 osoby innych narodowości.

## Geografia i transport
Sielsowiet położony jest na Polesiu, w północnej części rejonu żytkowickiego. Największą przepływającą przez niego rzeką jest Hlinica. Częściowo obejmuje Jezioro Czerwone (Kniaź).
Przez sielsowiet przebiegają jedynie drogi lokalne. Południowym krańcem sięga drogi magistralnej M10.

## Miejscowości
- agromiasteczko:
  - Siamiencza
- wsie:
  - Chisciecki Bor
  - Lachowicze
  - Płastok
  - Puchowicze
  - Widoszyn
- osiedle:
  - Czyrwonaje